# Олимпијски центар Јахорина
Олимпијски центар Јахорина је највеће скијалиште у Републици Српској у коме је прва жичара подигнута 29. новембра 1952. године. Оно што карактерише Олимпијски центар Јахорина у односу на друге је велики квалитет јахоринских скијашких стаза које су погодне како за почетнике тако и за врхуске скијаше. 
Јахорина је 1974. године била организатор Европског и Свјетског омладинског критерија у смучању, што је тада представљало велику афирмацију планине. Јануара 1975. организован је Европски куп за мушкарце, као и Свјетско првенство за жене „Златна лисица", јер те године на мариборском Похорју није било снијега. Године 1977. у календар ФИС-а увршћено је такмичење Европског купа на Јахорини. Ови спортски догађаји су били најбољи увод за одржавање Олимпијских игара. Најзначајнији спортски догађај који је одржан на Јахорини су Зимске олимпијске игре, одржане 1984. године, након чега је Јахорина доживјела највећи процват, и понијела титулу Олимпијског центра. 

## Ски стазе и лифтови
| Ски стазе |                       |           |                         |              |  |  |
| Број      | Име                   | Дужина () | Висинска разлика ( нмв) | Тежина стазе |  |  |
| 01.       | Пољице                | 1.700     | 360                     | средње       |  |  |
| 02.       | Шатор                 | 1.750     | 360                     | лака         |  |  |
| 03.       | Огорјелица 1          | 1.400     | 320                     | средње       |  |  |
| 04.       | Огорјелица 2          | 950       | 320                     | средње       |  |  |
| 05.       | Рајска долина         | 800       | 206                     | средње       |  |  |
| 06.       | Олимпијски слалом     | 551       | 181                     | тешка        |  |  |
| 07.       | Олимпијски велеслалом | 1.330     | 373                     | средње       |  |  |
| 08.       | Олимпијски спуст      | 2.041     | 547                     | тешка        |  |  |
| 09.       | Прача                 | 1.330     | 350                     | средње       |  |  |
|           |                       |           |                         |              |  |  |

| Ски лифтови |               |                 |           |                         |                  |  |
| Број        | Име           | Врста           | Дужина () | Висинска разлика ( нмв) | Вријеме вожње () |  |
| 01.         | Пољице        | Скилифт         | 450       | 150                     | 3                |  |
| 02.         | Пољице        | Шестосјед       | 1.550     | 364                     | 6                |  |
| 03.         | Пољице        | Двосјед         | 1.550     | 364                     | 10               |  |
| 04.         | Огорјелица 1  | Шестосјед       | 1.351     | 320                     | 5                |  |
| 05.         | Огорјелица 2  | Двосјед         | 1.250     | 319                     | 9                |  |
| 06.         | Рајска долина | Скилифт         | 950       | 260                     | 6                |  |
| 07.         | Олимпик       | Скилифт         | 950       | 196                     | 6                |  |
| 08.         | Скочине       | Шестосјед       | 1.450     | 368                     | 6                |  |
| 09.         | Пољице        | Дјечији Скилифт | 100       | 7                       | 2                |  |
|             |               |                 |           |                         |                  |  |